# LIGA total!

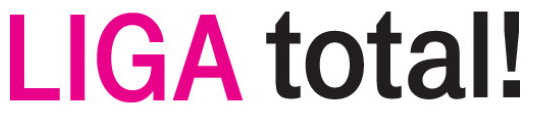
Logo des Senders

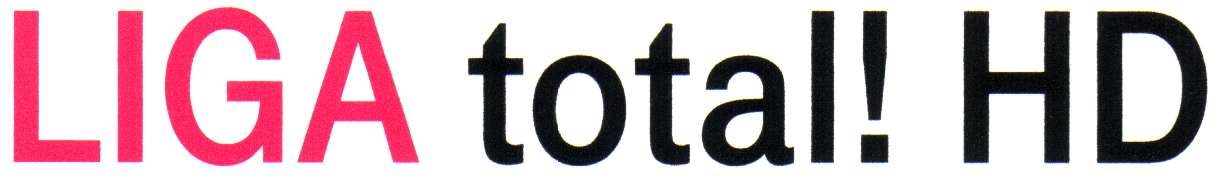
Logo des Senders (HD-Kanäle)

LIGA total! war ein IPTV-Sender der Deutschen Telekom AG, über den von 2009/10 bis 2012/13 die Spiele der 1. und 2. Bundesliga übertragen wurden. Die Telekom zahlte für die Übertragungsrechte vermutlich ca. 25 Millionen Euro jährlich an die DFL.
Das Angebot war für Kunden der Deutschen Telekom zusammen mit einem Entertain-Bundesliga-Paket buchbar. Die Sendesignale wurden über die Telefonleitung zum Abonnenten übertragen und mussten dort von einem
Media Receiver entschlüsselt werden, um sie auf dem Bildschirm zu empfangen. Zum Empfang war mindestens eine DSL 16 plus-Leitung erforderlich.
Im April 2012 verlor die Telekom die IPTV-Rechte ab der Saison 2013/14, die sich Sky Deutschland sicherte. Pläne, eine Sublizenz von Sky für die Fortsetzung der Eigenproduktion zu erwerben, zerschlugen sich. Das Programm wurde daraufhin eingestellt.
Entertain-Kunden können seitdem das reguläre Sky-Fernsehangebot abonnieren.
In der Zeit des Bestehens des Senders nannte die Telekom den früheren T-Home Cup, ein Fußballturnier, das während der Sommerpause unter der Regie der Telekom veranstaltet wird, LIGA total! Cup. Nach Einstellung des Sendebetriebs wurde das Turnier ab dem Jahr 2013 in Telekom Cup umbenannt.